# عصر (صنعاء)
حی عصر (صنعاء) (به عربی: حی عصر) یک منطقه مسکونی در یمن است که در ناحیه الوحده واقع شده‌است.